# Klaus-Dietrich Flade
Klaus Dietrich Flade (Büdesheim, 1952, augusztus 23. –) német légierő pilótája, űrhajós.

## Életpálya
Egyetemi tanulmányait Münchenben befejezve 1974-1976 között repülőgép-szerelő, ezt követően a német hadseregben, 1976-tól 1980-ig repülőgépmérnökként szolgált. Pilótaképzést követően a légierőbe került, majd 1988-tól 1989-ig berepülőpilótaként tevékenykedett. Vadászgépekkel, szállító repülőkkel, kismotoros gépekkel, helikopterekkel és vitorlázó pépekkel repült. 1990. október 8-tól részesült űrhajóskiképzésben. Összesen 7 napot, 21 órát és 57 percet töltött a világűrben. Űrhajós pályafutását 1992. március 25-én fejezte be. Előbb visszatért szolgálati helyére, majd polgári pályát folytatva az Airbus Industrie berepülő pilótája lett.

## Küldetés
A kibővített Interkozmosz program keretében a 14. expedíció a Mir űrállomásra. Az első NDK, Sigmund Jähn űrhajós után a második német lehetett, hogy a Mir-űrállomáson elvégezhesse az előírt 14 kutatási programot.

## Űrrepülések
- Szojuz TM–14 fedélzetén 1992. március 17-én a nemzetközi űrcsapat tagjaként érkezett a Mir-űrállomásra
- Szojuz TM–13 mentőegység fedélzetén 1992. március 25-én érkezett vissza a Földre